# 쯩짝
쯩짝(徵側, 베트남어: Trưng Trắc)은 1세기 후한의 지배하에 있던 베트남의 반란을 주도한 지도자이자 베트남의 민속 영웅으로, 서기 40년부터 43년까지 베트남을 통치한 여왕이다. 그녀는 베트남 역사상 최초의 여성 군주이자 유일한 여왕이다.
서기 43년 마원이 지휘하는 후한군에게 패배하며 쯩 자매의 반란은 진압되었는데, 중국 역사서에는 마원이 쯩 자매를 포로로 사로잡아 참수한 후 이 둘의 수급을 낙양으로 보냈다고 기록되었다. 반면 베트남 현지 전설에서는 쯩 자매가 포로로 사로잡히지 않고 강에 몸을 던져 자살했다는 내용이 전승되고 있다.
이렇듯 반란 자체는 실패로 끝났지만 오늘날 베트남 문화에서 쯩 자매의 봉기는 민족 정신의 부활과 부흥을 상징하는 역할로 남아있다. 한 역사가는 이 둘이 일으킨 봉기에 65개의 성들이 호응했다며 이 두 자매의 반란에 대해 호평하고 있다.

## 생애
쯩짝은 서기 14년 9월 13일 영복 봉주, 베트남어: Mê Linh미령 / 麋泠,)에서 지방의 토호인 락장(베트남어: Lạc tướng / 雒將)의 딸로 태어났다. 이후 19세에 주연(베트남어: Chu Diên추지엔 / 朱鳶,)의 유력자인 시색(베트남어: Thi Sách(티 삭) / 詩索,, ? ~ 39년)과 결혼했다.
베트남 현지 전설에 따르면 쯩짝의 남편인 티 사익이 부당하게 대우받는 베트남인을 위해 투쟁하다 후한의 태수인 소정(베트남어: Tô Định(토 딘) / 蘇定)에게 처형당하자 쯩 자매가 반란을 일으켰다고 한다. 쯩짝은 후한에게 베트남에 대한 세금 징세권을 다시 베트남에 이관하도록 통고하였으며, 40년 3월에 후한 세력을 베트남에서 몰아낸 후 여왕으로 즉위해 꼬라이에 궁전을 짓고 실제로 징세를 시작하였다.
후한의 광무제는 이것을 중대한 반란 행위로 간주하여 복파장군 마원을 파견해 반란을 진압을 명한다. 마원은 군사 2만을 이끌고 42년 4월에 베트남에 도착한다.
악천후와 역병으로 행군은 지연되고, 마원의 군사는 초반에 고전을 면치 못하지만, 베트남 병사들 사이에 전쟁을 기피하는 분위기가 퍼져서, 전투에서 대승하였다. 이후 쯩 자매는 도주하지만 결국 마원에게 사로잡혀 참수당하고 수급이 낙양으로 보내졌다. 한편 베트남 현지 전설에서는 이 둘이 포로로 사로잡히지 않고 강에 몸을 던져 투신자살했다고 전해지고 있다.

## 같이 보기
- 쯩 자매
- 쯩 자매의 반란
- 쯩니

### 내용주
1. ↑  생년월일이 14년 8월 1일이라는 설도 있다.
2. ↑  전한 무제가 베트남을 점령한 이후 락장이 가지고 있던 세금 징수권이 중국에 이관되고 있었다.